# Brandy Romero
Brandy Romero (* 9. Januar 2008) ist eine uruguayische Leichtathletin, die sich auf den Sprint spezialisiert hat.

## Sportliche Laufbahn
Erste internationale Erfahrungen sammelte Brandy Romero im Jahr 2024, als sie bei den U18-Südamerikameisterschaften in San Luis in 12,47 s den vierten Platz im 100-Meter-Lauf belegte und gewann in 24,34 s die Silbermedaille über 200 Meter. Im Jahr darauf schied sie bei den Südamerikameisterschaften in Mar del Plata mit 12,26 s und 25,36 s jeweils in der ersten Runde über 100 und 200 Meter aus und belegte mit der uruguayischen 4-mal-100-Meter-Staffel in 50,14 s den sechsten Platz.
2025 wurde Romero uruguayische Meisterin im 100- und 200-Meter-Lauf.

## Persönliche Bestzeiten
- 100 Meter: 12,12 s (+0,8 m/s), 6. Dezember 2024 in San Luis
- 200 Meter: 24,95 s (−0,1 m/s), 8. September 2024 in Rosario